# جوزيف دونوفان روس
جوزيف دونوفان روس هو سياسي كندي، ولد في 13 مارس 1911، وتوفي في 22 مايو 1984. انتخب عضو الجمعية التشريعية ألبرتا.